# Victor Bosch
Pour les articles homonymes, voir Bosch.
Victor Bosch, né en 1950 à Campredó (ca) dans la commune de Tortosa (province de Tarragone, Catalogne), est un musicien, producteur de spectacles et directeur de salles. Il a été le batteur du groupe Pulsar. Il a été le producteur de différents artistes, en particulier de Francis Cabrel et de Laurent Voulzy.

## Biographie
Batteur du groupe Pulsar de 1970 à 1980, Victor Bosch est ensuite chargé de production de différents événements, de 1984 à 1989, dont le Festival Berlioz à la Côte-Saint-André, la Biennale d'art contemporain de Lyon et la Biennale de la danse de Lyon. En 1989, il pilote pour le compte de la Ville de Lyon, la création d'un nouveau pôle destiné à la musique Rock et à la Variété : Le Transbordeur ;
En 1998, il produit les comédies musicales Notre Dame de Paris et Le Petit Prince ;
En 2007, il produit la comédie musicale Kirikou et Karaba. En 2010, il collabore avec Marc Lavoine sur l'adaptation en comédie musicale, du film Les Chaussons rouges. En 2012, il prend la direction du Radiant Bellevue et de sa programmation, à Caluire-et-Cuire.
En 2017, il prend également la direction du Toboggan et de sa programmation. C'est également lors de cette même année qu'il prend la direction de la programmation du festival Les Belles Journées de Bourgoin-Jallieu.